# Eulasia carinata
Eulasia carinata is een keversoort uit de familie Glaphyridae. De wetenschappelijke naam van de soort is voor het eerst geldig gepubliceerd in 1990 door Baraud.